# Chical Co megye
Chical Co egy megye Argentína középső részén, La Pampa tartományban. Székhelye Algarrobo del Águila.

## Népesség
A megye népessége a közelmúltban a következőképpen változott:
| Év   | Lakosság |
| ---- | -------- |
| 2001 | 1451     |
| 2010 | 1502     |